# Koh Kong (provins)
Koh Kong, (khmer: ខេត្តកោះកុង) är en provins i sydvästra Kambodja. Provinsen hade 139 722 invånare år 2008, på en area av 11 160 km². Provinshuvudstaden är Koh Kong.

## Administrativ indelning
Provinsen är indelad i följande distrikt:
- 0901 បូទុមសាគរ Botum Sakor
- 0902 គីរីសាគរ Kiri Sakor
- 0903 កោះកុង Koh Kong
- 0904 ស្មាច់មានជ័យ Smach Mean Chey
- 0905 មណ្ឌលសីម៉ា Mondol Seima
- 0906 ស្រែអំបិល Srae Ambel
- 0907 ថ្មបាំង Thma Bang
- 0908 កំពង់សីលា Kampong Seila